# Beth Grant
Beth Grant (Gadsden, Alabama 18 de septiembre de 1949) es una actriz y productora de cine estadounidense.

## Inicios
Beth nació en Gadsden, Alabama y comenzó a desarrollarse como actriz en la ciudad de Greenville, Carolina del Norte, en donde comenzó a estudiar actuación. Es alumna y forma parte de la grande y prestigiosa Universidad del Este de Carolina, reconocida también en inglés por las siglas ECU, en la cual estudió. 
Ella es una conocedora actriz de la actuación con gran talento, quien varias veces ha hecho papeles de muchos y diferentes personajes de diversos caracteres.

## Trayectoria artística
Además también ha salido en varios programas de televisión, series de TV, y shows muy famosos y populares a los cuales ha sido invitada como: Entrenador, Delta, Maximum Bob, Sabrina, the Teenage Witch, Malcolm in the Middle, Yes Dear, My Name Is Earl,
Bones, Jericho, Sordid Lives: The Series y King of the Hill principalmente, además de muchos otros. Su primera y gran película como actriz fue Rain Man en 1988, luego de The Wizard un año después (1989) y Flatliners en 1990 como sus primeros films (películas) al inicio de su carrera.
Es conocida por salir en grandes películas de cine, También resaltando en actuaciones como actriz secundaria y principal en algunas de sus películas incluyendo: Máxima velocidad, No Country for Old Men, Southland Tales, Everwood, Donnie Darko y Child's Play 2 entre otras.

## Filmografía
| Year | Film                                             | Role                                  | Notes |
| ---- | ------------------------------------------------ | ------------------------------------- | ----- |
| 1988 | Rain Man                                         | Madre en la casa de la granja         |       |
| 1989 | I Know My First Name Is Steven                   | Mrs. Beta                             | TV    |
| 1989 | The Wizard                                       | Diner Manager                         |       |
| 1990 | The Image                                        | Martha Packard                        | TV    |
| 1990 | Fall from Grace                                  | Paulene                               | TV    |
| 1990 | Welcome Home, Roxy Carmichael                    | Lillian Logerfield                    |       |
| 1990 | Flatliners                                       | Housewife                             |       |
| 1990 | Child's Play 2                                   | Miss Kettlewell                       |       |
| 1990 | Eating                                           | Carla                                 |       |
| 1991 | Switched at Birth                                | Sophie                                | TV    |
| 1992 | White Sands                                      | Roz Kincaid                           |       |
| 1992 | Overkill: The Aileen Wuornos Story               | Pat McGinty                           | TV    |
| 1993 | The Dark Half                                    | hayla Beaumont                        |       |
| 1994 | City Slickers II: The Legend of Curly's Gold     | Lois                                  |       |
| 1994 | Speed                                            | Helen                                 |       |
| 1994 | Friends                                          | Lizzie "the one with the thumb"       | TV    |
| 1995 | Safe                                             | Becky (auditorium speaker)            |       |
| 1995 | Lieberman in Love                                | Linda Baker                           |       |
| 1995 | To Wong Foo, Thanks for Everything! Julie Newmar | Loretta                               |       |
| 1996 | Love Always                                      | Stephanie                             |       |
| 1996 | A Time to Kill                                   | Cora Mae Cobb                         |       |
| 1996 | Norma Jean & Marilyn                             | Grace Goddard                         | TV    |
| 1997 | Interruptions                                    | Peggy, the mistress                   |       |
| 1997 | A Thousand Acres                                 | Roberta                               |       |
| 1997 | Lawn Dogs                                        | Madre de Trent                        |       |
| 1998 | Angelmaker                                       | Mrs. Turcott                          |       |
| 1998 | Doctor Dolittle                                  | Woman                                 |       |
| 1998 | Dance with Me                                    | Lovejoy                               |       |
| 1998 | Making Sandwiches                                | Mrs. Hellman                          |       |
| 1999 | Blue Valley Songbird                             | Ruby                                  | TV    |
| 2000 | Malcolm in the Middle                            | Doreen Hooper: la mamá de Dabney      | TV    |
| 2000 | Sordid Lives                                     | Sissy Hickey                          |       |
| 2001 | Murder, She Wrote: The Last Free Man             | Louisa Ashland                        | TV    |
| 2001 | Pearl Harbor                                     | Motherly Secretary                    |       |
| 2001 | Donnie Darko                                     | Kitty Farmer                          |       |
| 2001 | The Rising Place                                 | Melvina Pou                           |       |
| 2001 | Rock Star                                        | Mrs. Cole                             |       |
| 2002 | Evil Alien Conquerors                            | Sheila                                |       |
| 2002 | Desert Saints                                    | Lou                                   |       |
| 2002 | The Rookie                                       | Olline                                |       |
| 2002 | A.K.A. Birdseye                                  | Ruth Betters                          |       |
| 2003 | Judge Koan                                       | Brenda Lundy                          |       |
| 2003 | Matchstick Men                                   | Laundry Lady                          |       |
| 2004 | Sweet Union                                      | Mama Iris Bailey                      |       |
| 2004 | A Thief of Time                                  | Ranger Mildred Luna                   | TV    |
| 2004 | A One Time Thing                                 | Mom                                   |       |
| 2005 | Our Very Own                                     | Virginia Kendal                       |       |
| 2005 | Homefront                                        | Pam                                   |       |
| 2005 | Daltry Calhoun                                   | Dee                                   |       |
| 2005 | Hard Pill                                        | Mom                                   |       |
| 2006 | These Days                                       | Maureen                               |       |
| 2006 | Little Miss Sunshine                             | Oficial del Desfile, Jenkins          |       |
| 2006 | Hard Scrambled                                   | Alice                                 |       |
| 2006 | Hot Tamale                                       | Dori Woodriff                         |       |
| 2006 | Southland Tales                                  | Dr. Inga Von Westphalen / Marion Card |       |
| 2006 | The House of Usher                               | Mrs. Thatcher                         |       |
| 2006 | Flags of Our Fathers                             | Mother Gagnon                         |       |
| 2006 | The Bliss                                        | Mrs. Hill                             |       |
| 2006 | Factory Girl                                     | Julia Warhol                          |       |
| 2007 | Polly y Marie                                    | Bell                                  | TV    |
| 2007 | Magnus, Inc.                                     | Madre de Magnus                       |       |
| 2007 | The Ungodly                                      | Emma Lemac                            |       |
| 2007 | No Country for Old Men                           | Madre de Carla Jean                   |       |
| 2007 | Welcome to Paradise                              | Frances Loren                         |       |
| 2008 | Natural Disasters                                | Beth                                  |       |
| 2008 | Hide                                             | Candy                                 |       |
| 2008 | Polar Opposites                                  | General Railen                        |       |
| 2008 | Winged Creatures                                 | Madre de Carla                        |       |
| 2009 | Stolen Lives                                     | Older Edvina                          |       |
| 2009 | Dear Lemon Lima                                  | Principal Applebomb                   |       |
| 2009 | Extract                                          | Mary                                  |       |
| 2009 | All About Steve                                  | Mrs. Horowitz                         |       |
| 2009 | Prodigal                                         | Patti                                 |       |
| 2009 | Herpes Boy                                       | Mom                                   |       |
| 2009 | In My Sleep                                      | Evelyn                                |       |
| 2009 | Crazy Heart                                      | Jo Ann                                |       |
| 2010 | Operation Endgame                                | Entrevistadora                        |       |
| 2010 | Spork                                            | Tulip                                 |       |
| 2010 | Valley of the Sun                                | Marva                                 |       |
| 2010 | Life of Lemon                                    | Phyllips                              |       |
| 2011 | Sedona                                           | Deb                                   |       |
| 2011 | Rango                                            | Bonnie                                |       |
| 2011 | Thicker                                          | Lil                                   |       |
| 2011 | Milo                                             | Mrs. Namora                           |       |
| 2012 | Office Paranormal                                | Anne Marchant                         |       |
| 2016 | Six LA Love Stories                              | Meg Albright                          |       |
| 2021 | Willy's Wonderland                               | Sheriff Eloise Lund                   |       |